# Poblana alchichica
El charal de Alchichica (Poblana alchichica) es un pez de la familia Atherinopsidae. Es un microendemismo de la laguna de Alchichica (Tepeyahualco, Puebla, México).

## Descripción, distribución y hábitat
Poblana es un pequeño género de 4 especies de charales (peces dulceacuícolas de México), nativa cada una de un lago diferente al norte y este del estado de Puebla. El nombre común "peces plateados" (o "silversides" en inglés) para los peces del orden Atheriniformes se refiere a que sus integrantes tienen una línea lateral plateada.
Poblana alchichica es una especie endémica de Alchichica, un maar de agua salobre localizado al este del estado de Puebla, muy cerca del límite con el estado de Veracruz. Es mayormente transparente, salvo por la característica franja plateada de los integrantes de su orden. Mide comúnmente unos 5 a 6 (hasta 11.5) cm de largo. Cuenta con 45 a 56 (por lo regular más de 50) escamas en una serie longitudinal, y 13 a 16 branquiespinas en el primer arco branquial.

## Ecología

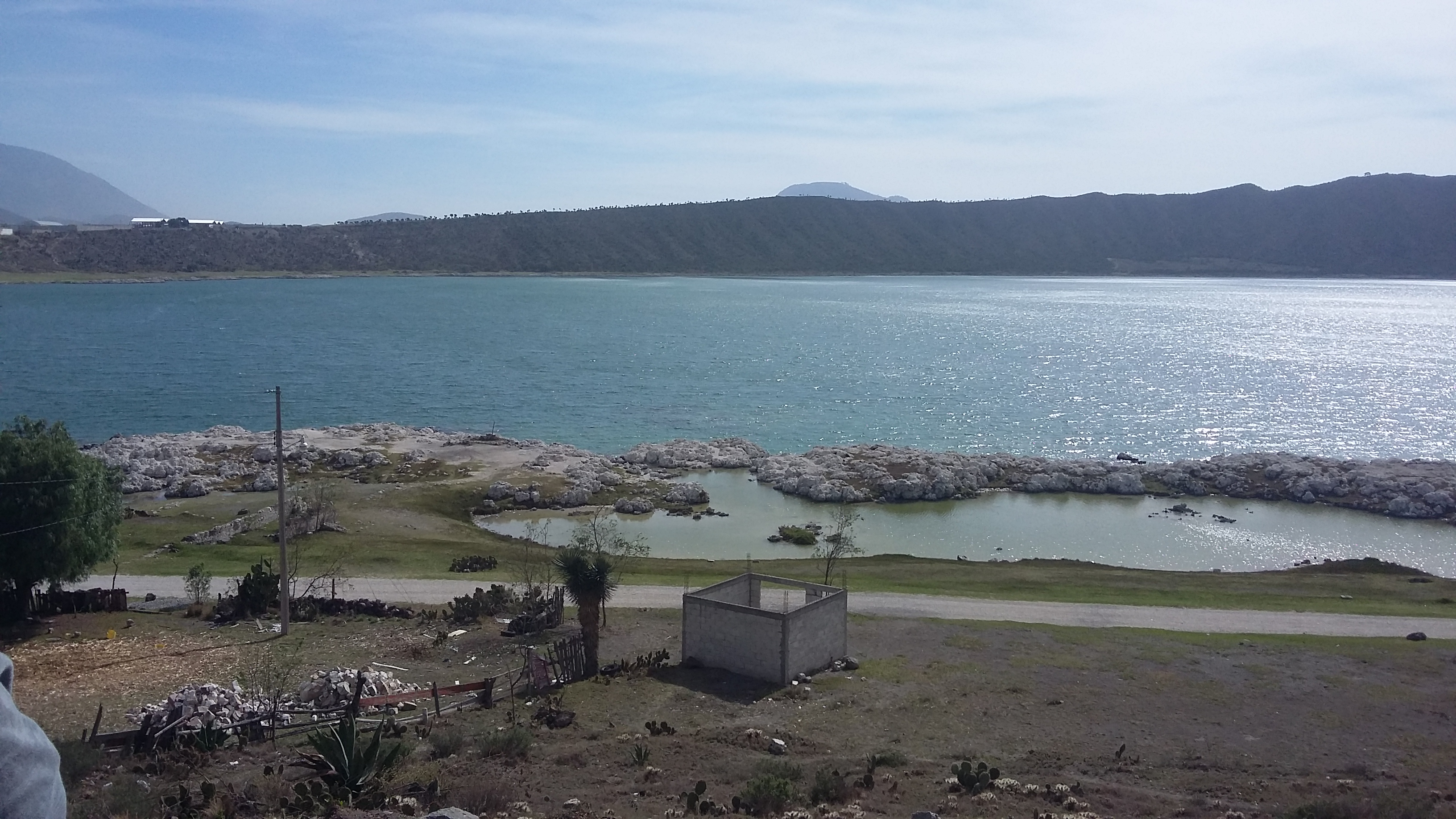
Laguna de Alchichica

Habita preferentemente la zona perimetral del lago; podría describirse como un pez de fondo, ya que suele encontrarse más bien cerca del fondo del lago, a profundidades de hasta 55 (comúnmente hasta los 40) metros. Esto se debe a su régimen alimenticio, que es bentívoro más que zooplanctívoro, aunque existen variaciones estacionales en la alimentación que coinciden con los patrones de la estratificación de la laguna.
Poblana alchichica tiene dos temporadas reproductivas al año: de febrero a abril y de julio a septiembre, siendo marzo el mes de máximo desove. La abundancia también muestra variaciones estacionales, con picos poblacionales en diciembre y en febrero, que es cuando la concentración de oxígeno disuelto en la laguna es mayor.
Los charales de Alchichica se encuentran frecuentemente parasitados por helmintos, en especial por el nematodo Rhabdochona canadensis.

## Estado de conservación
El charal de Alchichica es un pez comestible que los habitantes de la zona pescan de manera rústica. Diversos factores, como el peligro de sobrepesca, la limitada distribución, la extracción excesiva de agua para uso humano y el consiguiente aumento en la salinidad del lago, contribuyen a que la Norma Oficial Mexicana la considere una especie amenazada. En cambio, la Unión Internacional para la Conservación de la Naturaleza la tiene clasificada como una especie en peligro crítico de extinción (CR). La población adulta total se ha estimado en no más de 21 mil individuos.

## Taxonomía
Poblana alchichica fue descrita en 1945 por Fernando de Buen Lozano en Anales del Instituto de Biología, UNAM (Serie Zoología) 16: 475–532.
Sinonimia
- Menidia alchichica[9]